# Dunhill Records
La Dunhill Records è un'etichetta discografica statunitense fondata nel 1964 da Lou Adler, Al Bennett, Pierre Cossette e Bobby Roberts con l'intento originale di vendere i dischi che Johnny Rivers aveva fatto alla Imperial Records.
Era distribuita dalla ABC Records e seguì le sorti di questa quando fu assorbita dalla MCA Records nel 1979.
A sua volta la MCA Records è stata assorbita dalla Geffen Records che tuttora possiede il catalogo della Dunhill.